# Welttag des Theaters
Der Welttag des Theaters (Eigenbezeichnung: Welttheatertag) ist ein vom Internationalen Theaterinstitut (ITI) ins Leben gerufener jährlicher Aktionstag und findet seit 1961 am 27. März statt.
Der Welttag würdigt mit öffentlichen Veranstaltungen die Bedeutung der Theaterkünste. Jährlich setzt sich ein internationaler Theaterkünstler (in einer Botschaft zum Welttheatertag) mit Bedeutung und Wirkung der Bühnenkunst im gesellschaftlichen Kontext auseinander. Der Text wird übersetzt und verbreitet. Am Sitz der UNESCO in Paris wird der Welttheatertag seit vielen Jahren zusammen mit Vertretern des ITI und den Verfassern der Botschaft mit einer öffentlichen Veranstaltung begangen.

## Geschichte
Der Welttag des Theaters wurde vom 9. Weltkongress des ITI 1961 in Wien beschlossen. Die Datierung geht zurück auf den traditionellen alljährlichen Eröffnungstag des ITI-Festivals Theater der Nationen in Paris am 27. März. Schon in den ersten Jahren wurde der Welttheatertag in über 80 Ländern mit Sonderveranstaltungen und öffentlichen Aktionen begangen. Zu den Verfassern der Botschaft zum Welttheatertag gehören u. a. Jean Cocteau, Arthur Miller, Laurence Olivier, Helene Weigel, Peter Brook, Dmitrij Schostakowitsch, Pablo Neruda, Maurice Béjart, Ellen Stewart, Wole Soyinka, Tankred Dorst, Václav Havel, Augusto Boal, Ariane Mnouchkine, Judi Dench, Isabelle Huppert und Helen Mirren.